# Oldsmobile
Oldsmobile (рус. Олдсмобиль) — марка автомобилей, большую часть своего существования принадлежавшая корпорации General Motors. Основана Рэнсомом Эли Олдсом в 1897 году и просуществовала до 2004 года. За свою 107-летнюю историю компания произвела 35,2 миллиона автомобилей, из них около 14 миллионов на своём заводе в Лансинге. До момента упразднения являлась одной из старейших автомобильных марок.

## История

### Ранняя история
Автомобили Oldsmobile впервые были произведены на заводе «Olds Motor Works» в Лансинге, штат Мичиган, основанном Рэнсомом Олдсом в 1897 году. В 1901 году компания выпустила 425 автомобилей, став первым производителем бензиновых автомобилей большого объёма. На протяжении нескольких лет «Olds Motor Works» лидировала в США по числу проданных автомобилей. В период финансовых трудностей Рэнсом Олдс оставил компанию и основал другую, REO Motor Car Company. Последние автомобили Olds были выпущены в 1907 году, после чего компания была выкуплена корпорацией General Motors в 1908 году.
В период с 1901 по 1904 год модель Curved Dash была первым массово производимым автомобилем, собранным на первой конвейерной сборочной линии, изобретение которой ошибочно приписывается Генри Форду. После того как Олдс продал свою компанию в 1899 году, она сменила имя на Olds Motor Works, а завод переехал в Детройт. К марту 1901 года компания имела целый модельный ряд, готовый к производству, однако из-за неосторожности рабочего на заводе случился пожар в результате которого фабрика была полностью уничтожена, с ней же погибли и все готовые прототипы. Единственным уцелевшим автомобилем стал прототип Curved Dash, который был вывезен двумя заводскими рабочими после начала пожара. Был построен новый завод, на котором и началось производство Curved Dash.
Официально автомобили назывались «Olds automobiles», однако в разговорной речи именовались «Oldsmobiles». Это прозвище в основном относилось к модели Curved Dash и приобрело известность благодаря популярной в 1905 году песне «In My Merry Oldsmobile».
Модель 1910 года Limited Touring стала топовой для компании. Имевший 42-дюймовые колёса с «заводской» белой резиной, Limited являлся наиболее престижной моделью из линейки Oldsmobile. Limited продавали по цене $4600, что соответствовало стоимости большого дома с тремя спальнями. За свои деньги покупатели получали салон, отделанный козлиной кожей, 60-сильную рядную «шестёрку» объёмом 11,58 л, стартер Bosch Magneto, подножки и пятиместный салон. В качестве опций можно было также заказать спидометр, часы и цельное лобовое стекло. Версия лимузин стоила $5800. За три года было продано всего около 725 автомобилей Limited, однако больше всего эта модель запомнилась тем, что выиграла гонку у знаменитого поезда того времени «20th Century Limited».

### 1930-е
В период с 1930-х по 1940-е годы использовались двухцифирные обозначения для названий автомобилей Oldsmobile. Первоначально предполагалось, что первая цифра будет обозначать размер кузова, а вторая — число цилиндров. Кузова были представлены размерами 6, 7, 8 и 9, а двигатели — 6- и 8-цилиндровые. Таким образом, автомобили Oldsmobile могли иметь название с Oldsmobile 66 до Oldsmobile 98.
В 1937 году Oldsmobile стала первой компанией, представившей четырёхскоростную полуавтоматическую коробку передач, имевшую название Automatic Safety Transmission несмотря на то, что этот механизм на самом деле был произведён компанией Buick (которая представила его только в 1938 году). Автомобили с такой трансмиссией имели обычную педаль сцепления, которую водитель нажимал перед тем, как выбрать положение Low или High. В положении Low работали 1-я и 2-я передачи, в положении High — 3-я и 4-я передачи.

### 1940-е
В 1940 году Oldsmobile стала первым автопроизводителем, который предлагал полностью автоматическую коробку передач «Hydramatic», имевшую четыре скорости.
Последний довоенный Oldsmobile покинул конвейер 5 февраля 1942 года. Во время Второй мировой войны производство Oldsmobile перевели на военные нужды, и на заводе собирались крупнокалиберные пушки и снаряды для них. Производство автомобилей возобновилось 15 октября 1945 года с обновлённой моделью 1942 года, которая производилась до 1946 года.
Oldsmobile стал первопроходцем в 1949 году, когда представил свой первый мотор V8, названный «Rocket». Компоновка двигателя значительно отличалась от существующих, так как в то время превалировали рядные «восьмёрки». Двигатель выдавал значительно больше мощности, нежели его современники и поэтому был невероятно популярен среди хот-роддеров и гонщиков. Конструкция этого двигателя, с небольшими изменениями, сохранялась до середины 1960-х, когда появился новый V8 от Oldsmobile.

### 1950-е
Oldsmobile вошёл в 1950-е годы под знаком двигателей «Rocket» и машин, на которые он устанавливался. «Rocket V8» был лидером по мощности и машины, оснащённые им, считались самыми быстрыми. На протяжении всех тысяча девятьсот пятидесятых машины Oldsmobile выпускали стилистически соответствующими теме «Rocket», имели большую радиаторную решётку и сдвоенные задние фонари, своей формой обязанные также стилю «Rocket». Oldsmobile первым из концерна General Motors выпустили хардтоп в 1949 году, также Oldsmobile — одно из первых отделений GM наряду с Buick и Cadillac, которые начали выпускать автомобили с панорамным ветровым стеклом, которое стало общей чертой для всех американских автомобилей, выпускавшихся с 1953 по 1964 год.
В 1950-х номенклатура названий автомобилей модельного ряда Oldsmobile изменилась. К двухцифирному коду стали добавлять слова, обозначающие тип кузова. Так, Oldsmobile 88 получил названия Oldsmobile Dynamic 88 и Oldsmobile Super 88 для базовой и люксовой версий соответственно. В названиях хардтопов появилось слово «Holiday», универсалы маркировались как «Fiesta». Когда в 1999 году закрылось производство 88 модели, это стало вторым по длительности использования наименованием автомобиля после Chrysler New Yorker.
Дизайн GM потерял статус «законодателя мод» в 1957 году, когда Chrysler представил дизайн «Forward Look» за авторством Вирджила Экснера. Основной проблемой для Oldsmobile и Buick стала дизайнерская ошибка GM под названием «Strato Roof». И Oldsmobile, и Buick производили модели, имевшие каркасные стёкла заднего вида, однако модели с большими изогнутыми задними фонарями выпускались всё последующее десятилетие. Потребители критиковали крышу и неудачные фонари, заставляя GM изменить дизайн некоторых выпускаемых концерном моделей.
Единственным неудачным годом в 1950-х для Oldsmobile стал 1958 год. Страна начинала ощущать экономический спад после войны и продажи автомобилей начали падать. Oldsmobile, Buick и Cadillac получили от GM сильно обновлённые брендовые стили. Oldsmobile планировал выпускать слегка переработанные в плане дизайна автомобили, имеющие общие черты с предшественниками, однако вместо этого возник огромный, чрезмерно украшенный хромированными деталями автомобиль.

В дополнение, все машины Oldsmobile 1958 года получили глубоко переработанный дизайн передка, включающий в себя четыре головные фары. По бокам проходили хромированные полоски, начинающиеся от края фар, две полоски на обычных 88-х, и три полоски на Super 88 (тонкие сверху и снизу, и широкая посередине), которые кончались точкой в середине кузова на 98-х. Низ заднего бампера имел широкую выштамповку в виде полукруга. Задние фары были обрамлены массивными хромированными деталями. Дизайнер-консультант компании Ford Алекс Тремулис (Alex Tremulis, автор дизайна Tucker Sedan 1948 года) высмеял Oldsmobile 1958 года за четыре горизонтальные полосы на заднем бампере, нарисовав карикатуру с музыкальными нотами на этих полосках.
Другой детройтский дизайнер, работавший на компанию Ford, купил подержанный Oldsmobile 1958 года в начале 1960-х годов, переставил буквы над решёткой радиатора таким образом чтобы вместо «Oldsmobile» получилось «Slobmodel» («неряшливая модель») и в таком виде ездил каждый день на работу, чтобы напоминать себе и своим коллегам, что означает «плохой» дизайн автомобиля в их бизнесе.

### 1960-е
В 1960-х годах позиция Oldsmobile в иерархии GM (между Pontiac и Buick) улучшилась. Значительные достижения, включающие в себя первый турбированный двигатель в 1962 году («Turbo Jetfire»), первый современный переднеприводной автомобиль, произведённый в США (Oldsmobile Toronado 1966 года), примечательный своей панорамной крышей универсал Vista Cruiser — всё это позволило компании увеличить свой авторитет.

### 1970-е — 1980-е
В течение 1970—1980-х годов продажи Oldsmobile довольно сильно выросли (абсолютный максимум, зафиксированный в 1985 году — 1 066 122 автомобиля) из-за модного современного дизайна, положительных отзывов в прессе и высокого качества и надёжности двигателя «Rocket V8». В 1976 году автомобиль Oldsmobile Cutlass стал самым продаваемым автомобилем в Северной Америке. К этому времени Oldsmobile сместил с третьей позиции наиболее продаваемые марки Pontiac и Plymouth и прочно занял эту позицию вслед за Chevrolet и Ford. В начале 1980-х годов продажи достигали 1 миллиона, чего до этого удавалось добиться только Chevrolet и Ford.

Растущая популярность автомобилей Oldsmobile вызвала серьёзные проблемы в конце 1970-х. К тому времени все подразделения GM производили собственные двигатели V8, а в 1977 году Oldsmobile, Chevrolet, Pontiac и Buick разработали уникальные 5,7-литровые двигатели на замену V8.
В течение 1977 года производство Oldsmobile V8 не могло полностью обеспечить спрос, и поэтому большинство Oldsmobile Delta 88 снабжались 5,7-литровыми двигателями Chevrolet. Широко обсуждалось, велика ли разница в качестве и производительности этих двух двигателей, но одно было известно наверняка — эти два двигателя были совершенно разные по конструкции. Многие лояльные по отношению к Oldsmobile покупатели были нацелены на покупку автомобиля именно с двигателем «Rocket V8», но обнаруживали, что на их машинах установлены совершенно другие двигатели только тогда, когда оказывалось, что купленные ими запчасти не подходят к двигателям Chevrolet. Этот скандал стал настоящим кошмаром для GM.

После этого скандала во всех рекламных буклетах указывалось что «автомобили Oldsmobile оборудованы двигателями, произведёнными различными подразделениями GM», и все подразделения GM последовали этому примеру и также разместили подобную информацию в своих буклетах и брошюрах. В дополнение к этому руководство GM решило перестать ассоциировать двигатели с конкретными производителями, и по сегодняшний день все двигатели GM произведены компанией «GM Powertrain» (GMPT).

### 1990-е
После головокружительного успеха начала 1980-х годов положение Oldsmobile резко изменилось и к 1990 году марка потеряла свои позиции на рынке, вернувшись в свою нишу между Pontiac и Buick. Вместо собственных автомобилей Oldsmobile стал производить ребрендовые модели других подразделений GM, а право заниматься собственными разработками перешло к Chevrolet и Pontiac. GM продолжал использовать Oldsmobile время от времени для демонстрации новых футуристических дизайнов и в качестве «подопытного кролика» для обкатки новых технологий, результатом чего стало появление Oldsmobile Toronado, который был оборудован бортовым компьютером с календарём, ежедневником и климат-контролем.
В 1995 году Oldsmobile представил модель Aurora, которая должна была показать направление деятельности компании в середине 1990-х годов. Представление этой модели послужило для GM поводом сделать Oldsmobile основным импортёром концерна. В связи с этим изменился логотип Oldsmobile на более соответствующий фирменной «ракетной» теме.

Постепенно практически все модели Oldsmobile были сняты с производства. Все они были заменены более современными моделями, вдохновлёнными «Авророй».

### 2000-е
Несмотря на успехи Oldsmobile в середине 1990-х годов, снижение спроса на автомобили марки дали General Motors повод объявить в 2000 году о постепенном закрытии бренда Oldsmobile. Это объявление было сделано спустя два дня после того как Oldsmobile представила свою последнюю модель — внедорожник Bravada, который по иронии стал хитом продаж подразделения.
Последние выпущенные 500 автомобилей моделей Alero, Aurora, Bravada, Silhoette и Intrigue получили особые шильдики, на которых было написано «Final 500». Все 500 автомобилей были окрашены в особый цвет — Dark Cherry Metallic. «Авроры» и «Интриги» также комплектовались специальными брошюрами «Final 500».
29 апреля 2004 года — последний день производства марки Oldsmobile. Последней выпущенной машиной стал четырёхдверный седан Alero GLS, на котором были подписи всех сотрудников сборочной линии.

## Автомобили Oldsmobile
- Oldsmobile Curved Dash (1901—1907)
- Oldsmobile Limited Touring (1910)
- Oldsmobile 40
- Oldsmobile 53
- Oldsmobile 66 (1940-е)
- Oldsmobile 88 (1949—1999)
- Oldsmobile 98 (1941—1996)
- Oldsmobile Series 60 (1939—1948)
- Oldsmobile Series 70 (1946—1950)
- Oldsmobile Series 90 (1941—1996)
- Oldsmobile 442 (1968—1971)
- Oldsmobile Cutlass (1964—1999)
- Oldsmobile Cutlass Supreme (1970—1997)
- Oldsmobile Cutlass Salon
- Oldsmobile Cutlass Calais (1985—1991)
- Oldsmobile Cutlass Ciera (1982—1996)
- Oldsmobile Custom Cruiser (1971—1992)
- Oldsmobile Vista Cruiser (1964—1977)
- Oldsmobile F-85 (1961—1963)
- Oldsmobile Toronado (1966—1992)
- Oldsmobile Starfire (1975—1980)
- Oldsmobile Firenza (1982—1988)
- Oldsmobile Aerotech(1987—1992)
- Oldsmobile Achieva (1992—1998)
- Oldsmobile Alero (1999—2004)
- Oldsmobile Aurora (1995—2003)
- Oldsmobile Bravada (1991—2004)
- Oldsmobile Intrigue (1998—2002)
- Oldsmobile Silhouette (1990—2004)